# Darab (heraldika)
A darab [fr: billette, en: billet, r. en: billette] téglatest alakú címerkép. 
Míg az ión, korinthoszi, normann építészetben a párkányzatok és szegélyzetek darabjai általában négyzet vagy hengeres alakúak, a heraldikában téglaszerű test, és a magassága kétszer olyan nagy, mint a szélessége. Van darabokkal bevetett [fr: billetté, en: billety] pajzs is, mely legalább tíz darabból áll. Ezek cölöpös sorokba vannak rendezve és a sarkaik nem érintkeznek egymással. Nem tévesztendő össze a sakkozottal. 

Három darab
Darabokkal bevetett pajzs
Darabokkal bevetett pajzs